# Aoulef
Aoulef är en ort i Algeriet.   Den ligger i provinsen Adrar, i den centrala delen av landet, 1 100 km söder om huvudstaden Alger. Aoulef ligger 285 meter över havet och antalet invånare är 24 812.
Terrängen runt Aoulef är platt, och sluttar västerut.  Trakten runt Aoulef är nära nog obefolkad, med mindre än två invånare per kvadratkilometer. Det finns inga andra samhällen i närheten. Trakten runt Aoulef är ofruktbar med lite eller ingen växtlighet.